# Alizay
 Alizay  es una población y comuna francesa, en la región de Alta Normandía, departamento de Eure, en el distrito de Les Andelys y cantón de Pont-de-l'Arche.

## Demografía
| 802 | 853 | 865 | 855 | 1090 | 1262 |
| Para los censos de 1962 a 1999 la población legal corresponde a la población sin duplicidades (Fuente: INSEE [Consultar]) |     |     |     |      |      |